# Autonomní zemědělský sojuz
Autonomní zemědělský sojuz (rusínsky Avtonomnyj zemledělčeskj sojuz) byla politická strana za První republiky. Stranu založili v lednu 1924 nespokojení členové Karpatoruského zemědělského svazu a Autonomní zemědělské strany. Členy strany byli například Andrej Bródy, Julius Földessy, Ivan Kurťak (který byl jednatelem strany), Josef Kaminský nebo Béla Riskó.

## Názory strany
Strana otevřeně propagovala rusínskou autonomii, přičemž tu požadovali jako mezistupeň, po kterém by následovalo připojení k Maďarsku. Z tohoto důvodu byla strana štědře financována právě Maďarskem.
Odmítali spolupracovat s agrárníky, neboť byli přesvědčeni, že strana z Prahy pro Rusíny nic neudělá. Naopak kooperovali s Hlinkovou slovenskou ľudovou stranou, Maďarskou stranou křesťansko-sociální a ukrajinskými autonomistickými stranami.

## Účast ve volbách
Při doplňovacích volbách na Podkarpatské Rusi v roce 1924 získal sojuz 21 161 hlasů, tedy 8,4 %.
Ve volbách roku 1925 získala strana při volbách do Poslanecké sněmovny 35 674 hlasů (tj. 0,5 %) a získala tak jeden mandát. Do Senátu získala o něco méně - 30 767 hlasů (také 0,5 %), to však nestačilo na žádný mandát.
V pozdějších volbách se strana spojila s národními demokraty, ve volbách v roce 1929 strana bojovala o hlasy voličů v rámci koalice Ruský národní blok.